# TuS Lörrach-Stetten
Der TuS Lörrach-Stetten 1900 e. V. oder kurz TuS Stetten ist ein eingetragener Turn- und Sportverein aus dem Stadtteil Stetten der südbadischen Stadt Lörrach. Der Verein wurde im Jahr 1900 gegründet und ist in die Abteilungen Fußball, Kampfsport, Leichtathletik, Skisport, Tennis, Tischtennis, Turnen und Volleyball gegliedert.
1500 der etwa 1800 Mitglieder sind aktiv (2007), womit der Verein größter Lörrachs ist.

## Fußball
Die Fußballabteilung wurde 1912 als Fußballclub Stetten gegründet.
Erste größere Aufmerksamkeit erreichten die Fußballer des TuS Lörrach-Stetten 1981, als man in die Verbandsliga Südbaden aufstieg, und sich dort in der Folgezeit etablierte. In der Saison 1981/82 startete der Verein im DFB-Pokal. Hier musste man sich bereits in der 1. Hauptrunde dem damaligen Zweitligisten Wormatia Worms mit 1:2 geschlagen geben.
Für den DFB-Pokal hatte sich der TuS durch den dritten Platz im Südbadischen Pokal 1980/81 qualifiziert. In den Spielzeiten 1983/84 und 1989/90 erreichte der Verein das Endspiel des Südbadischen Pokals. Dort unterlag er dem FC Rastatt 04 bzw. SC Pfullendorf. Vizemeister in der Verbandsliga wurde der TuS in den Spielzeiten 1981/82 und 1985/86, scheiterte aber in beiden Fällen in der Aufstiegsrunde zur Oberliga Baden-Württemberg.
Im Sommer 1991 bildete der TuS Lörrach-Stetten mit dem FV Lörrach die SG Lörrach-Stetten. Die erste Spielzeit wurde die SG Meister der Verbandsliga und stieg 1992 in die Oberliga Baden-Württemberg auf.
In der Oberliga war die SG Lörrach-Stetten chancenlos und stieg 1993 als Tabellenletzter mit 16:52 Punkten und 32:94 Toren ab.
Nach dem Oberligaabstieg konnte sich die SG auch nicht mehr in der Verbandsliga halten und stieg 1994 sofort weiter ab.
Am Ende der Spielzeit 1994/95 belegte die SG Lörrach-Stetten Platz 12 in der Landesliga Südbaden Staffel 2 und wurde aufgelöst. Der TuS Lörrach-Stetten übernahm den Ligaplatz in der Landesliga, während der FV Lörrach den Platz der zweiten Mannschaft in der Kreisliga A Hochrhein Staffel 1 übernahm.
1996 belegte der TuS Lörrach-Stetten den letzten Platz in der Landesliga und zog sich in die Kreisliga B Hochrhein zurück. In der Saison 2007/08 stieg der Verein in die Kreisliga A auf. Nach einer zwischenzeitlichen Episode in der Bezirksliga Hochrhein spielte man von 2012 bis 2014 erneut in der Kreisliga A. In der Saison 2013/14 wurde der TuS Lörrach-Stetten Meister und spielte in der Saison 2014/15 wiederum in der Bezirksliga Hochrhein. Dort stand mit dem 16. Platz der Tabelle am Saisonende aber der erneute Gang in die Kreisliga A an. Zur Saison 2023/24 kehrte die Mannschaft nach Kreisliga-Meisterschaft in die Bezirksliga zurück.

### Erfolge
- Meister der Verbandsliga Südbaden 1992 (als SG)
- Vizemeister der Verbandsliga Südbaden 1982, 1986
- Meister der Landesliga Staffel II 1981[9]

### Bekannte ehemalige Spieler
- Sebastian Deisler, ehemaliger deutscher Nationalspieler
- Ottmar Hitzfeld, ehemaliger Trainer der Schweizer Nationalmannschaft
- Markus Löw, ehemaliger Spieler u. a. für den SC Freiburg
- Armin Löffler, ehemaliger Spieler u. a. für den SC Freiburg
- Stefan Müller, ehemaliger Bundesligaspieler für den SC Freiburg
- Klaus Bury, ehemalige Bundesligaspieler des SC Freiburg
- Alexandra Stegmann, ehemalige Bundesligaspielerin des SC Freiburg

## Turnen
Die Turnabteilung ist die Gründungs- und zugleich größte Abteilung des Vereins. Sie ist Mitglied im Badischen Turnerbund.

## Leichtathletik
Nach der Turnabteilung ist die Leichtathletikabteilung die größte im Verein. Sie ist Mitglied im Badischen Leichtathletik-Verband und nimmt mit ausgewählten Sportlern regelmäßig an überregionalen (Baden-Württembergischen) und nationalen (Deutschen und auch Schweizer) Meisterschaften teil.